# Col de la Croix Fry
Le col de la Croix Fry est un col de montagne routier à 1 467 m d'altitude, dans la chaîne des Aravis, dans les Alpes. Il est situé dans le département de la Haute-Savoie et relie Manigod à La Clusaz. Le col est rallié et franchi par la route départementale 16.

## Toponymie
Crux Ferit devient Croix-Fry,.

## Géographie
Le col se trouve entre le plateau de Beauregard au nord-ouest et la tête de Cabeau au sud-est.

## Station de ski
Développement d'une petite station de sports d'hiver autour de deux domaines skiables :
- Manigod Col de la Croix-Fry ;
- Manigod Col de Merdassier.

## Menhir de la Croix-Fry

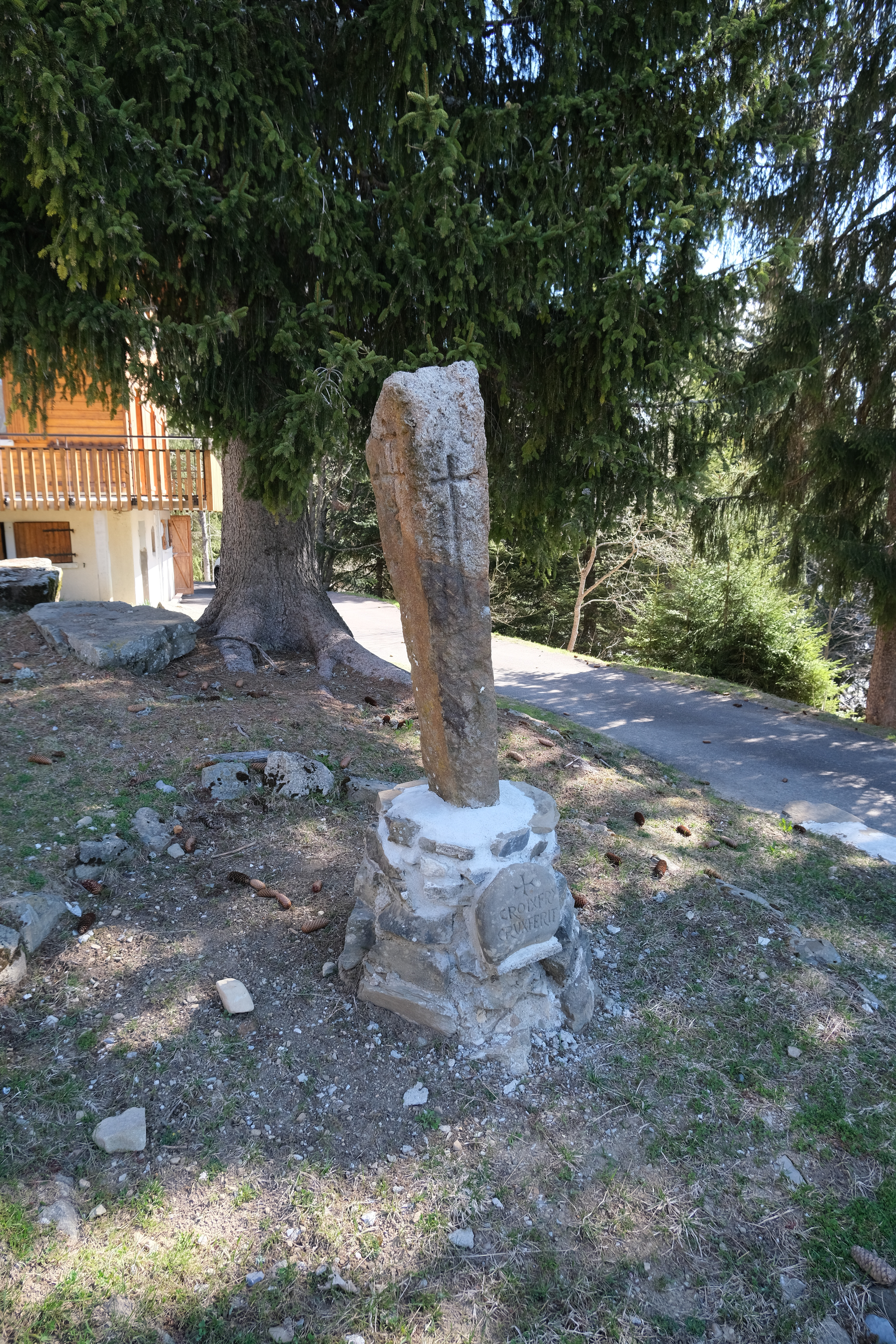
Menhir de la Croix-Fry.

Au col se trouve une pierre levée, dite « menhir de la Croix-Fry ». Elle était initialement située plus baset fut déplacée dans les années 1950 et laissée brisée à l'abandon dans l'herbe d'un marais. Elle a été restaurée et sauvée par les frères des écoles chrétiennes, avec les mots Croix Fry suivis de Crux Ferit gravés sur une pierre du socle.
Il s'agit d'une pierre levée vieille de plusieurs milliers d'années. C'est le plus ancien monument créé par l'homme sur tout le massif des Aravis. Cette pierre était certainement vénérée par les druides à l'époque celtique car, à l'époque où le christianisme s'est imposé, une croix grossière a été gravée sur chacune de ses quatre faces. Cependant, selon la légende, les croix auraient été gravées par la crosse de saint François de Sales lorsqu'il l'a bénie lors de son passage le 11 octobre 1607.

## Cyclisme

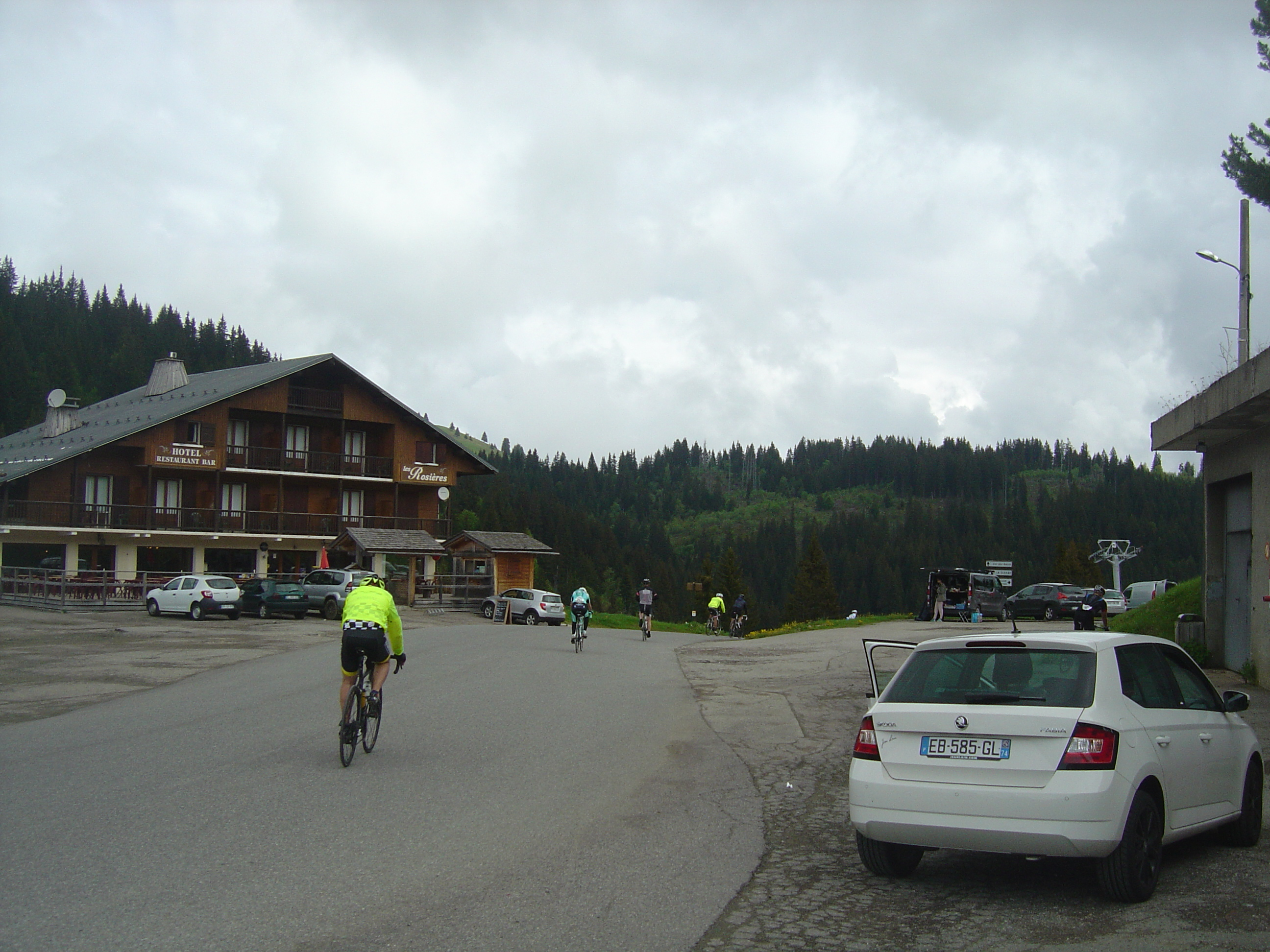
Col de la Croix Fry lors de la Time Megève Mont Blanc 2016.

### Passages du Tour de France
Le Tour de France est passé six fois par le col, chaque fois classé en 1re catégorie. Voici les coureurs qui ont franchi les premiers le col :
- 1994 : Piotr Ugrumov  Lettonie
- 1997 : Laurent Jalabert  France
- 2004 : Floyd Landis  États-Unis
- 2013 : Rui Costa  Portugal
- 2018 : Rudy Molard  France
- 2023 : Giulio Ciccone  Italie

### Critérium du Dauphiné
Son ascension, classée encore en 1re catégorie, est au programme de la 7e étape du critérium du Dauphiné 2020.